# Американская ассоциация антистарения
Америка́нская ассоциа́ция антистаре́ния (AGE) — некоммерческая, освобожденная от налогов биогеронтологическая организация ученых и энтузиастов, посвященная исследованию по борьбе с биомедицинским старением.
Марк А. Смит был исполнительным директором и казначеем на 2010—2011, пока не погиб в автомобильной катастрофе 19 декабря 2010 года.

## История и организация
AGE была основана в 1970 году Денамом Харманом, MD., PhD, которого также называют «отцом свободно-радикальной теории старения» . Целью доктора Хармана было сформировать научную организацию по образцу American Heart Association для содействия биомедицинским исследованиям, направленным на изучение процесса старения. Доктор Харман стал первым президентом AGE и был исполнительным директором в течение 20 лет (с 1973 по 1993).
Большая часть ранней финансовой поддержки Американской ассоциации антистарения была получена от  Дерка Пирсона и Сэнди Шоу, которые известны своим бестселлером «Life Extension: A Practical Scientific Approach».
AGE получила исследовательские гранты от Национальных институтов здравоохранения и Медицинского фонда Эллисона.
Основной обязанностью вице-президента AGE является популяризация научных достижений ассоциации среди широкой общественности.

## Деятельность
Основными видами деятельности AGE являются:
1. проведение научных конференций (в июне каждого года);[1][3]
2. выдача наград исследователям, внесшим значительный вклад в достижение целей AGE;[1][3]
3. стимуляция интереса к идеям AGE среди молодых ученых;[1]
4. публикация информационных бюллетеней и журналов.[1][3]

Журнал ассоциации называется AGE и публикуется ежеквартально.

### Конференции AGE
37-я ежегодная конференция AGE проходила с 30 мая по 2 июня 2008 года в городе Боулдер, штат Колорадо.
38-я ежегодная конференция AGE проходила с 29 мая по 1 июня 2009 года в Скоттсдейле, штат Аризона.
39-я ежегодная конференция AGE проходила с 4 июня по 7 июня 2010 в Портленде, штат Орегон.
40-я ежегодная конференция AGE проходила с 3 июня по 6 июня 2011 в Роли, Северная Каролина.
41-я ежегодная конференция проходила с 1 июня по 4 июня 2012 года в Форт-Уорте, штат Техас.
42-я ежегодная конференция проходила с 31 мая по 3 июня 2013 года в Балтиморе, штат Мэриленд.
43-я ежегодная конференция AGE состоялась 30 мая - 2 июня 2014 года в Сан-Антонио, штат Техас.
44-я ежегодная конференция: 29 мая - 1 июня 2015 года в Марина-дель-Рей, Калифорния.
45-я ежегодная конференция: 3-5 июня 2016 года в Сиэтле, штат Вашингтон.
45-я ежегодная конференция: 9-12 июня 2017 года, Бруклин, Нью-Йорк.